# Église Saint-Antoine de Gomméville
Pour les articles homonymes, voir Église Saint-Antoine.
L'église Saint-Antoine de Gomméville est une église catholique située à Gomméville en Côte-d'Or, en France. L'église et la croix du cimetière (cad. B 182, 183) sont inscrits aux monuments historiques par arrêté du 12 septembre 1991.

## Localisation
L'église est située dans la commune de Gomméville (Côte-d'Or), au pied d'un plateau forestier, sur le territoire historique de Gomméville-le-Petit. Gomméville-le-Grand était la partie du village située sur les rives de la Seine qui s'est développée au détriment de l'autre, ce qui a isolé l'église à l'écart du village.

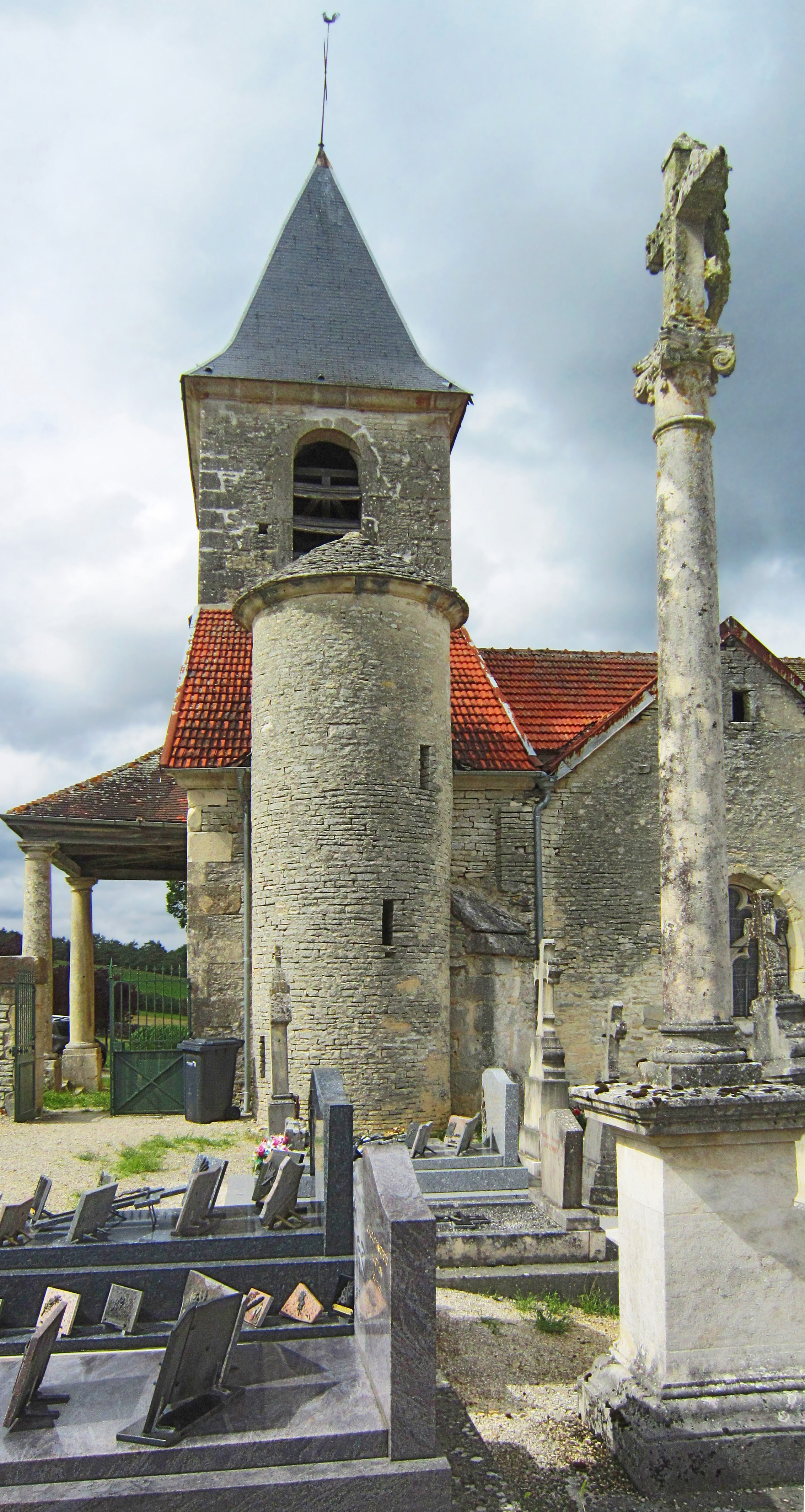
Clocher, tourelle et croix.
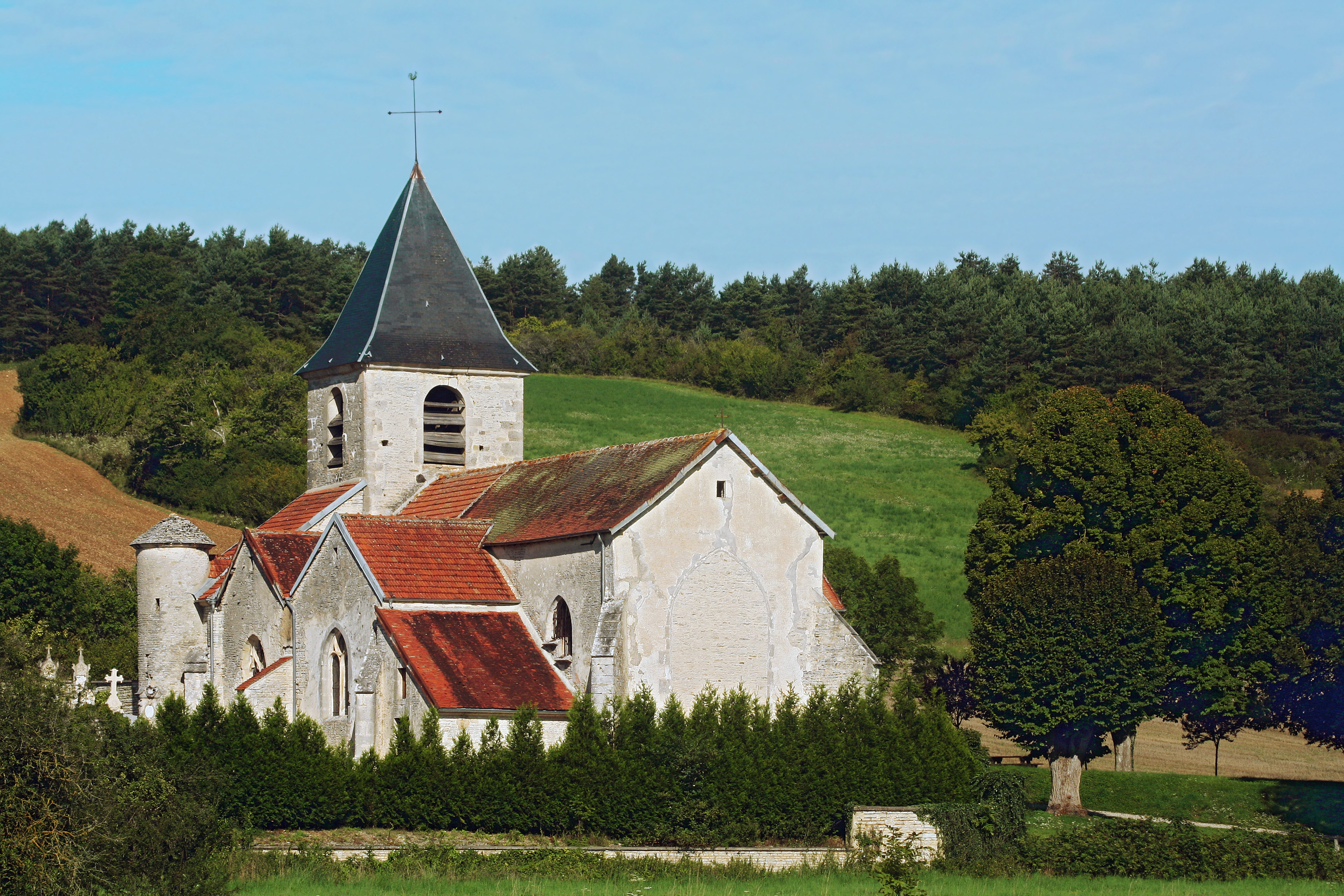
Situation au pied du plateau forestier.
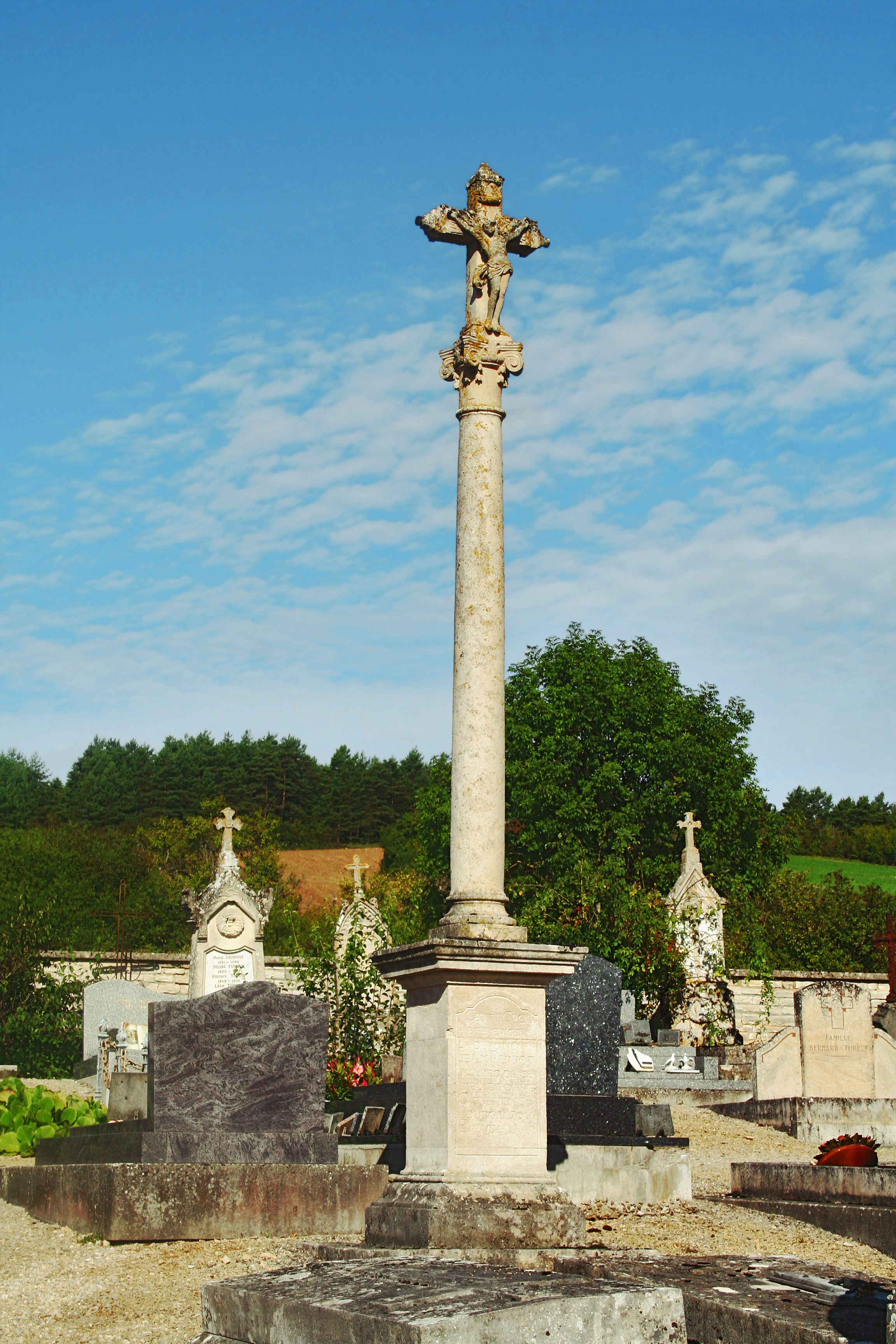
Croix du cimetière.

## Historique
La construction l'église est partiellement financée avant 1551 par le cardinal de Givry, évêque de Langres de 1530 à 1561. La construction s'achève en 1573. Jusqu'en 1790 église est desservie par un vicaire, membre des chanoines de Mussy-sur-Seine.
Le clocher-porche est construit du 15 juillet 1782 au 24 avril 1785, année où s'achève également la construction de la sacristie. La première travée de la nef et le porche sont refaits vers 1803 et le clocher en 1887.
L'église et la croix du cimetière érigée en 1779 sont inscrites aux monuments historiques par arrêté du 12 septembre 1991.

## Description
La construction, de style gothique champenois, est achevée à la fin du XVIe siècle. Bien qu'ayant plusieurs extensions de chaque côté du bâtiment principal, aucune d'elles ne forme vraiment un transept, le plan dit "allongé" abrite une nef à voûte d'ogives flanquée de collatéraux.

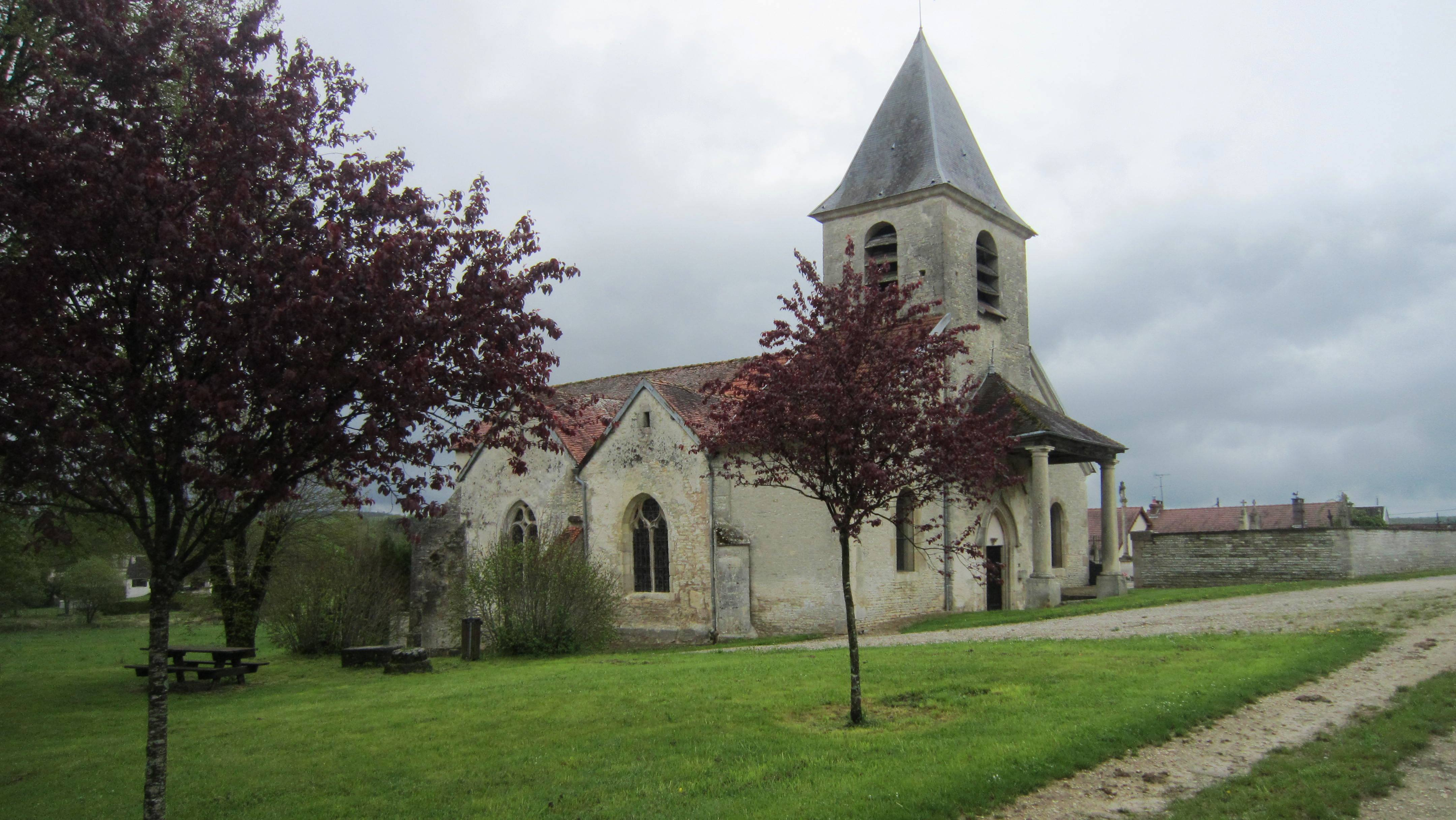
L'église à l'extérieur de l'enclos.
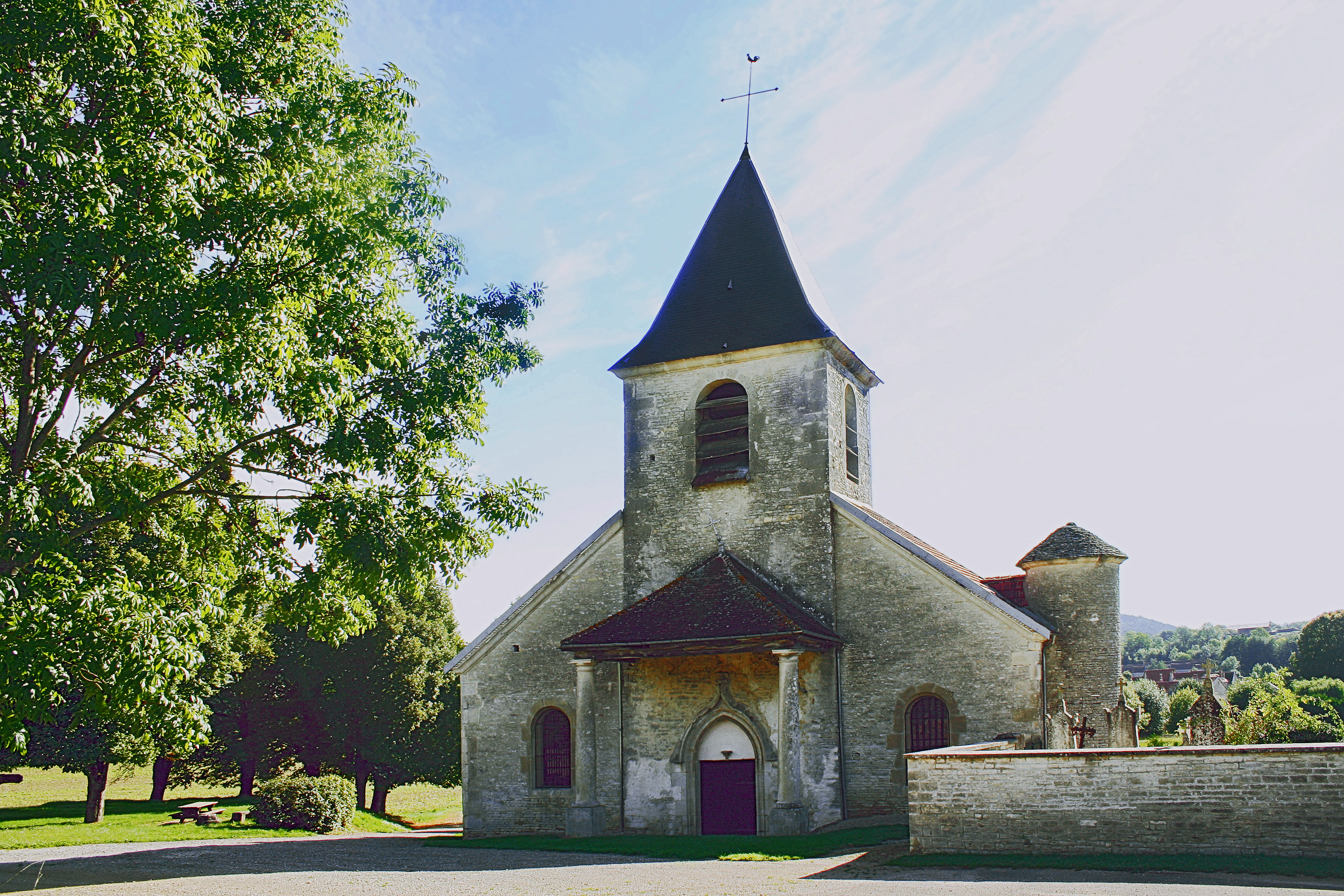
Façade ouest sur la rue.
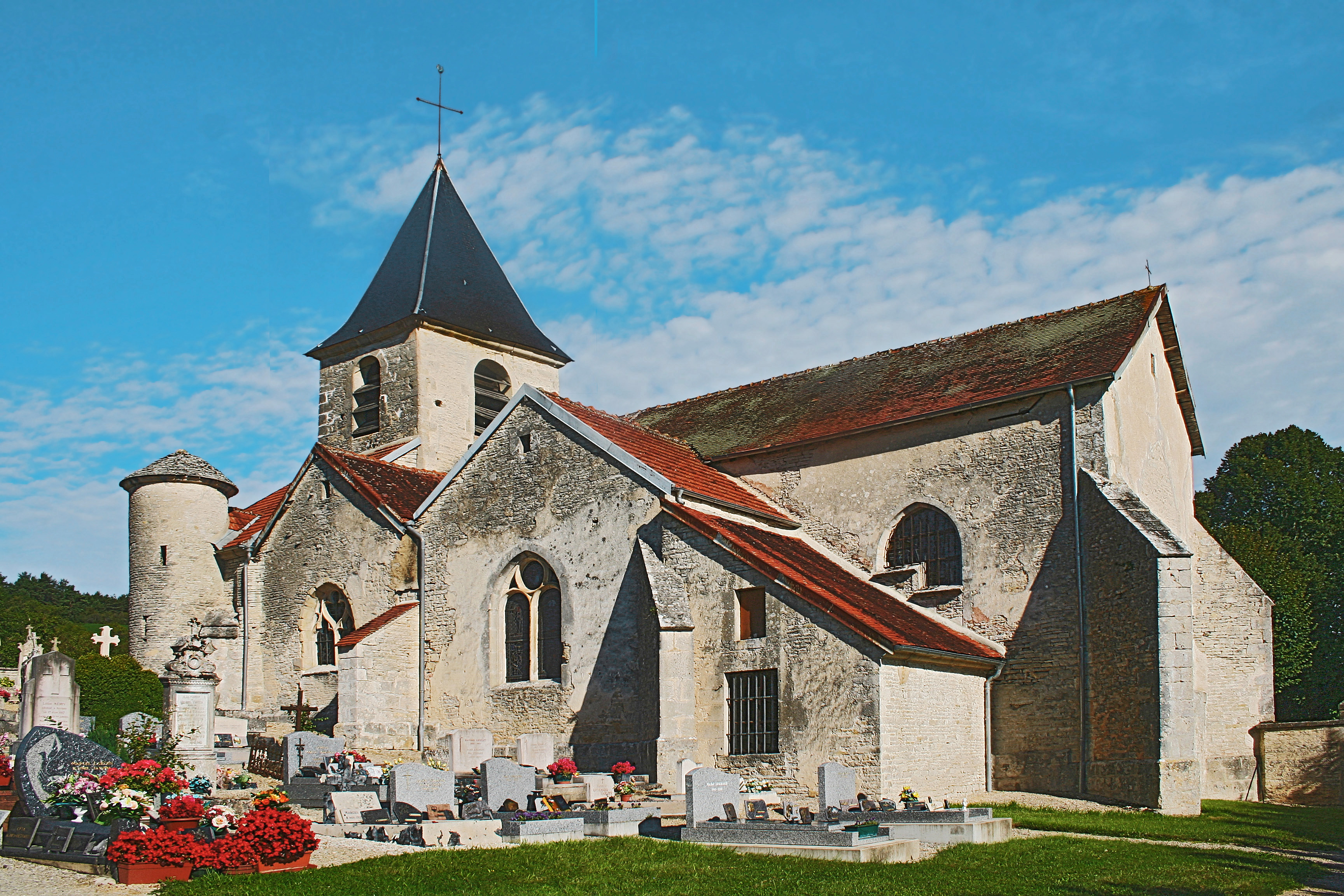
Abside dans l'enclos paroissial.
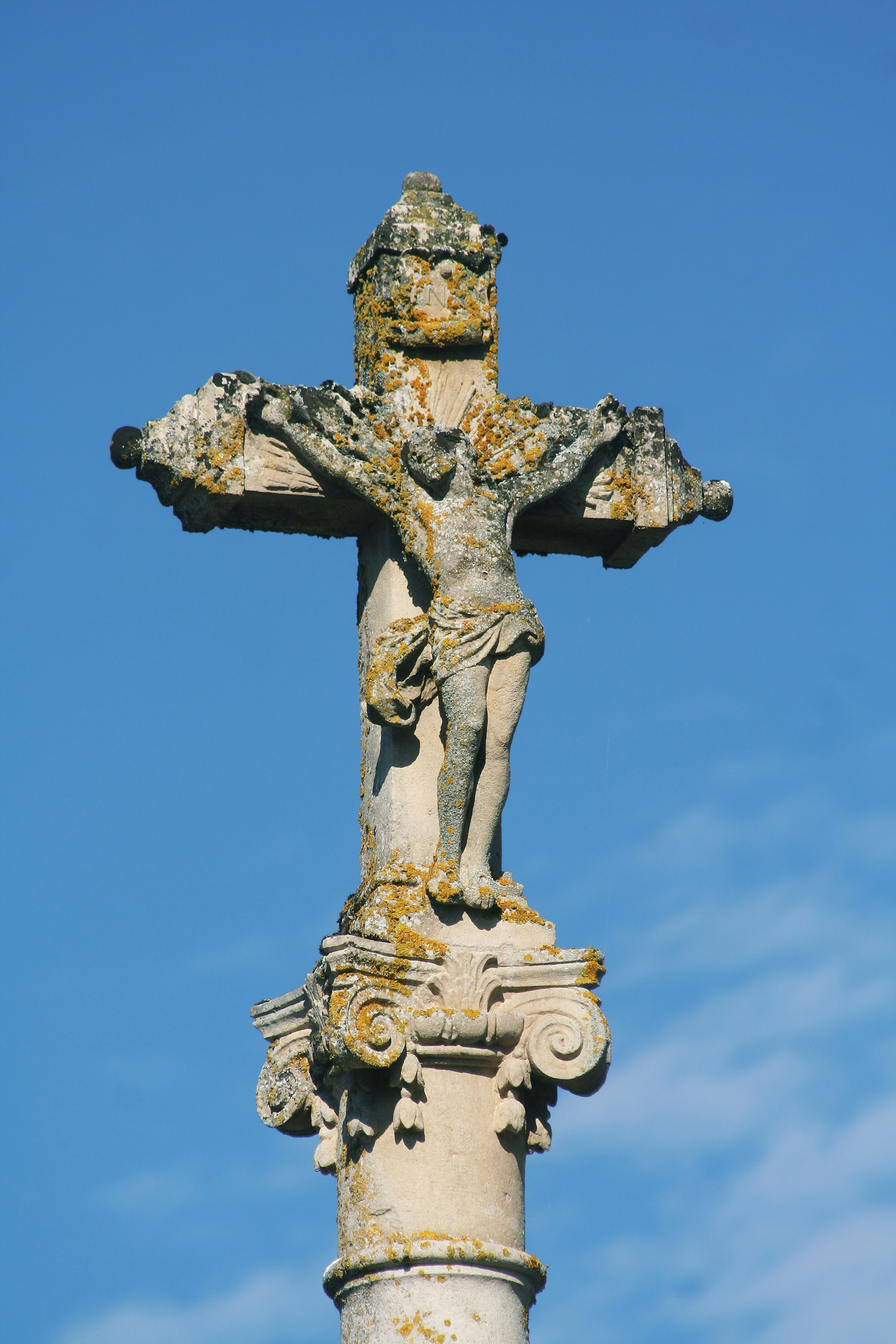
Christ de la croix.

Sur le piédestal de la croix est gravée l'inscription "CETTE CROIX A ETE ERIGEE A LA DEVOTION DE JEAN PERROT MUNIER DE CE LIEU ET D'ANE CATHERINE BOURGIN SON EPOUSE".

## Mobilier
Le mobilier de l'église paroissiale Saint-Antoine dont autel, châsse, reliquaires, bâtons de procession … est classé à l’Inventaire général du patrimoine culturel ainsi que :
- une abondante statuaire XVIe / XVIIIe siècle : 2 Vierges à l'Enfant (début XIVe et XVIe siècles), saint Nicolas, l’éducation de la Vierge, sainte Catherine d'Alexandrie, l'Ange gardien guidant une carmélite, déposition de Croix, la Vierge et saint Jean au calvaire, saint Jean-Baptiste, 2 anges, saint Antoine de Padoue, 2 Christ en croix, retables
- 2 tableaux : l'Annonciation (XVIIIe) et saint Jean-Baptiste (XIXe)[3]

À noter également des clefs de voûte remarquables :
- 2e travée de la nef : tau de saint Antoine,
- 2e travée du bas-côté gauche : tau de saint Antoine dans l'étoile de David,
- diverses armes non identifiées sur la clef de voûte du chœur et les clefs de voûte de la 3e travée de la nef, des 2e et 3e travées du bas-côté droit. Sur cette dernière date 1573 gravée ainsi que sur le lavabo.

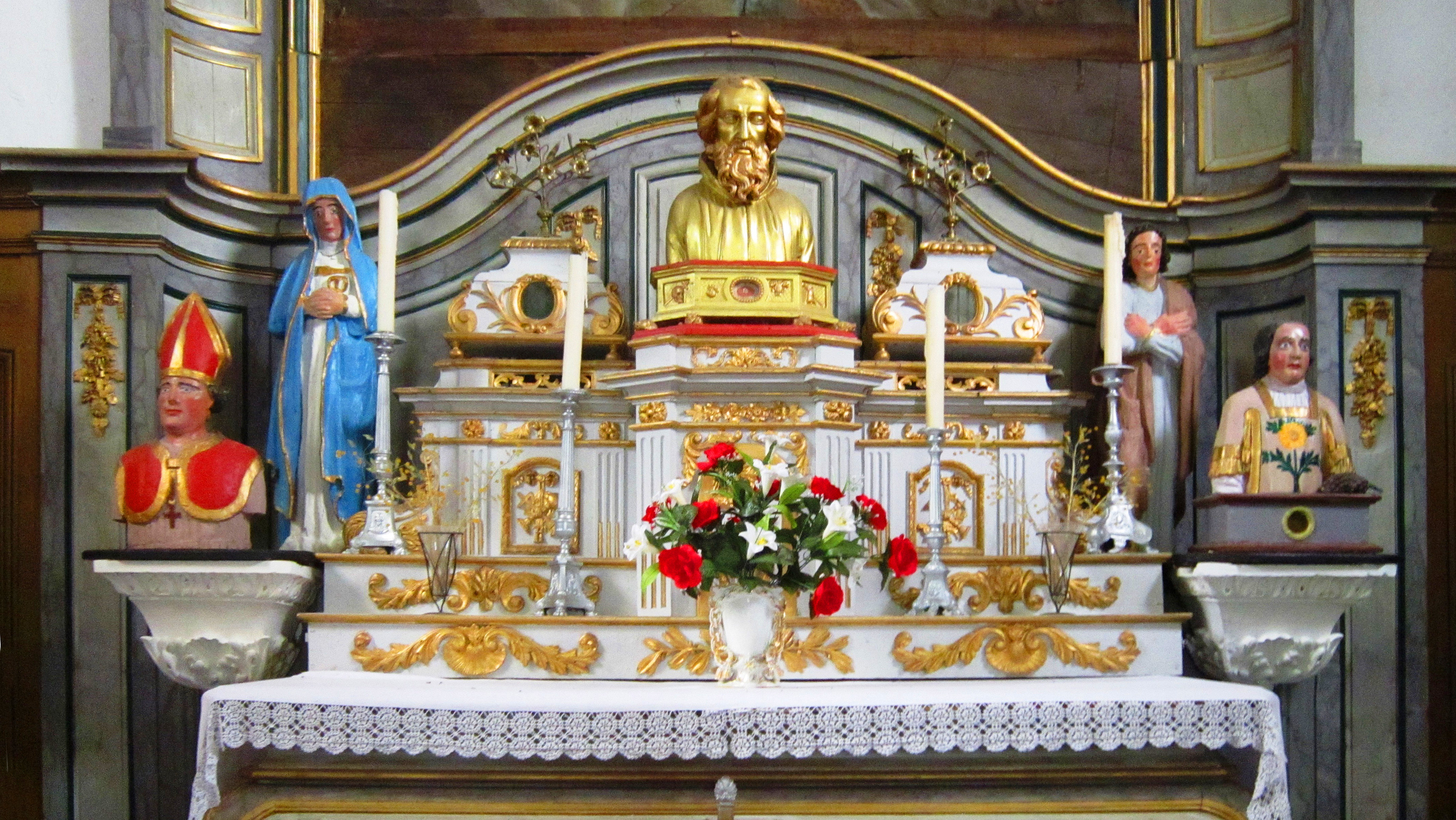
Maître-autel.
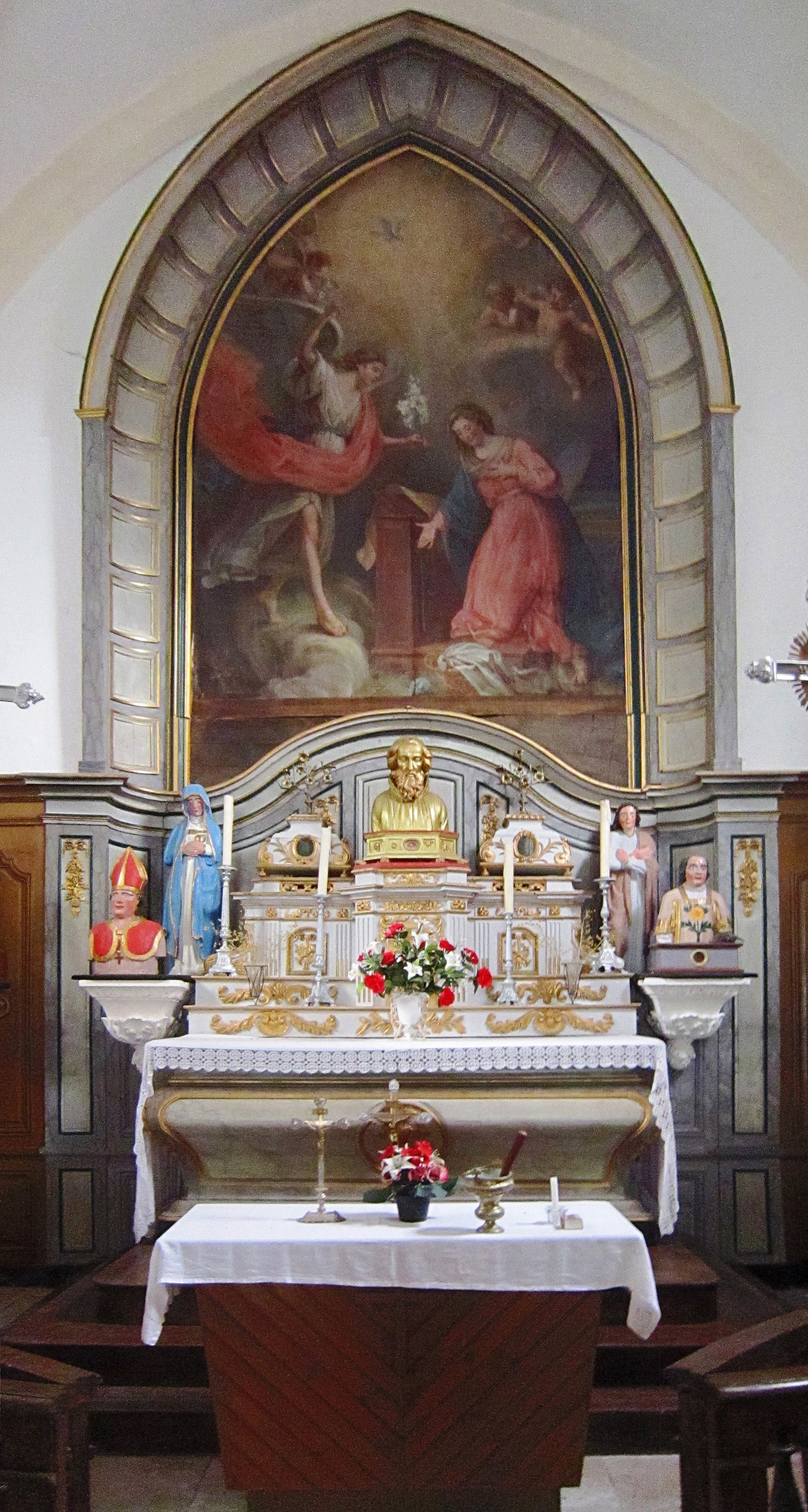
Tableau de l'Annonciation[4] dans le chœur.
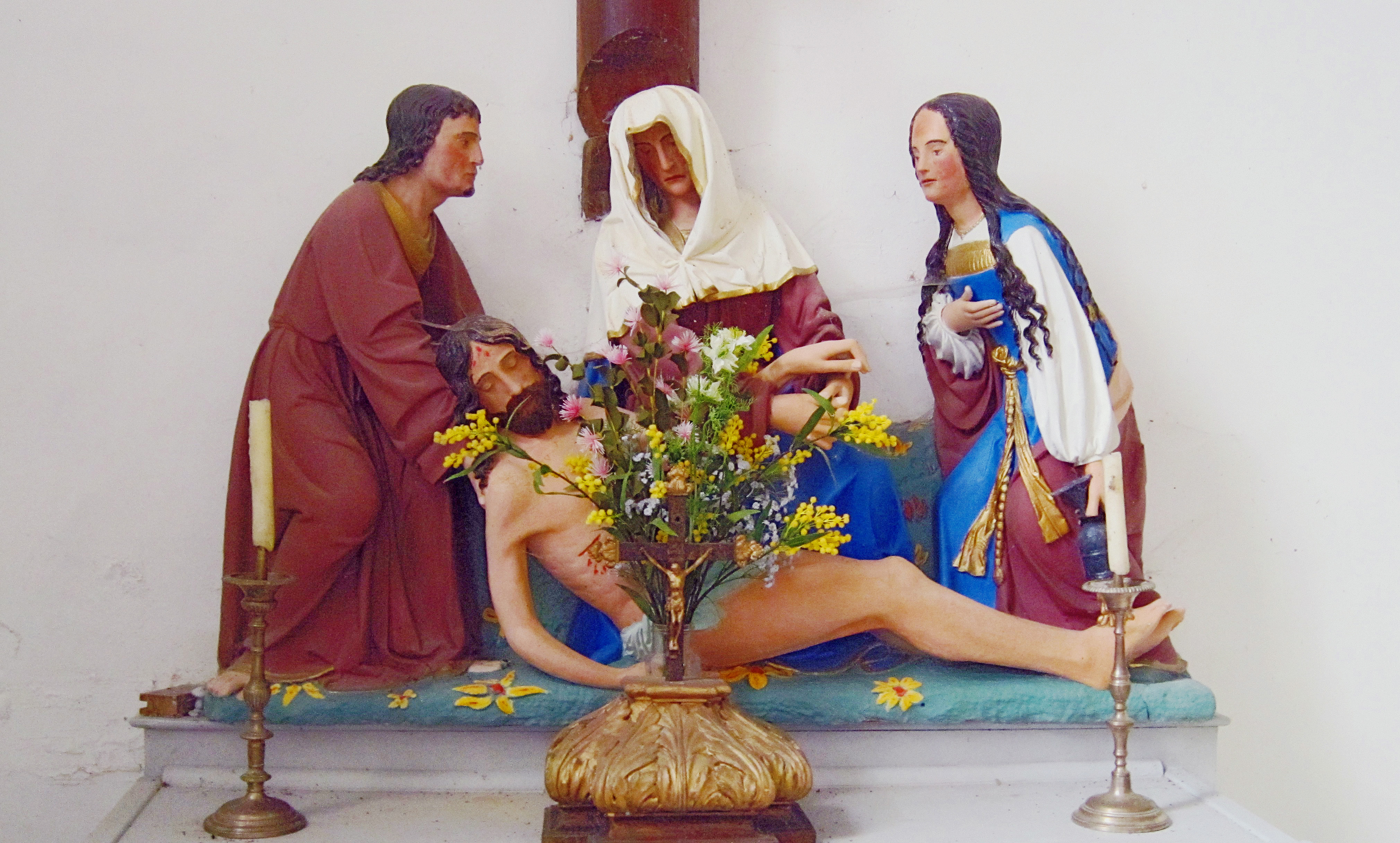
Descente de croix[5], groupe sculpté polychome.

## Protection
L'église Saint-Antoine et la croix du cimetière sont inscrits par arrêté du 12 septembre 1991.